# Mercado Nikolsky

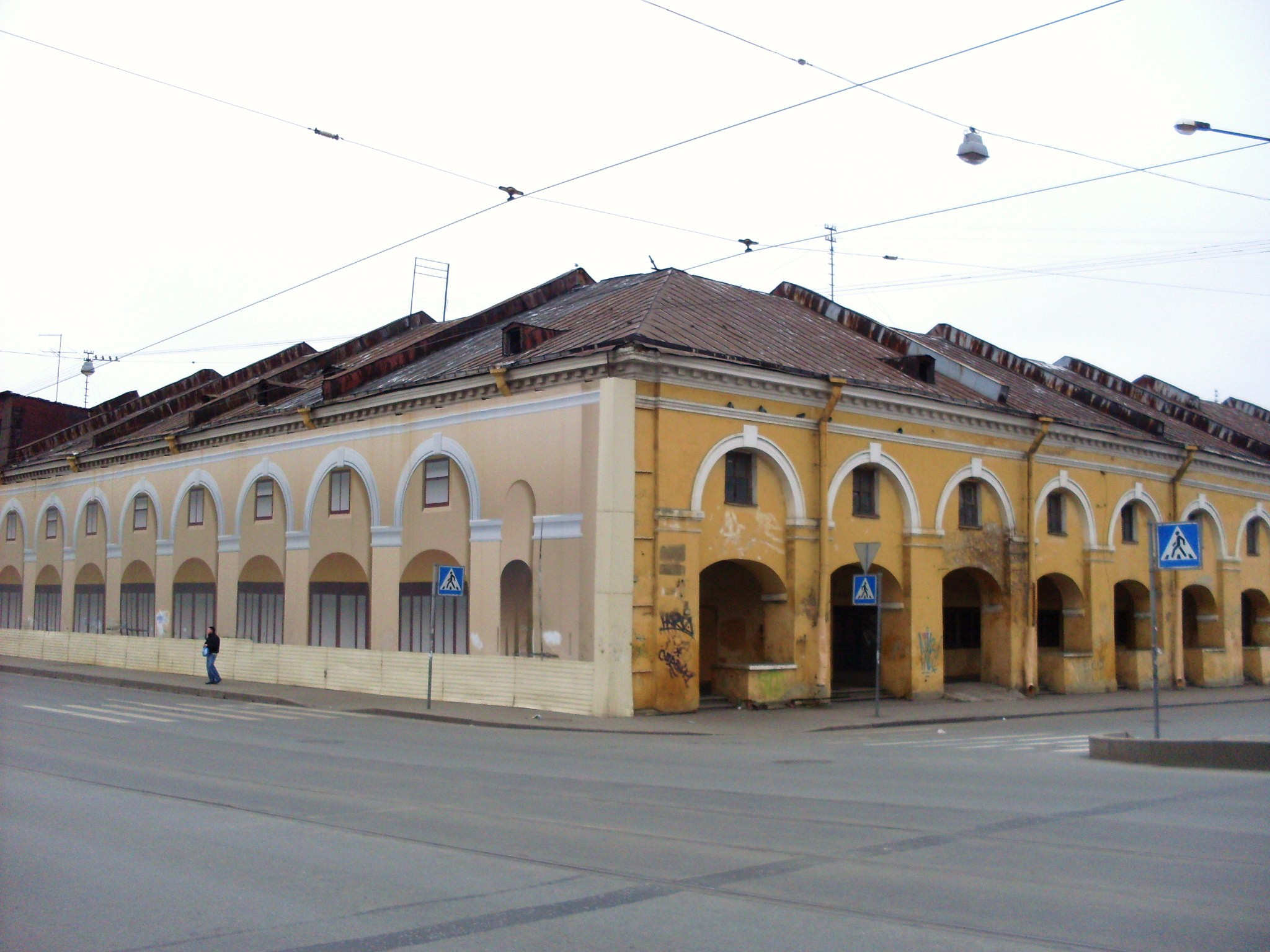
El Mercado Nikolsky el año 2009.

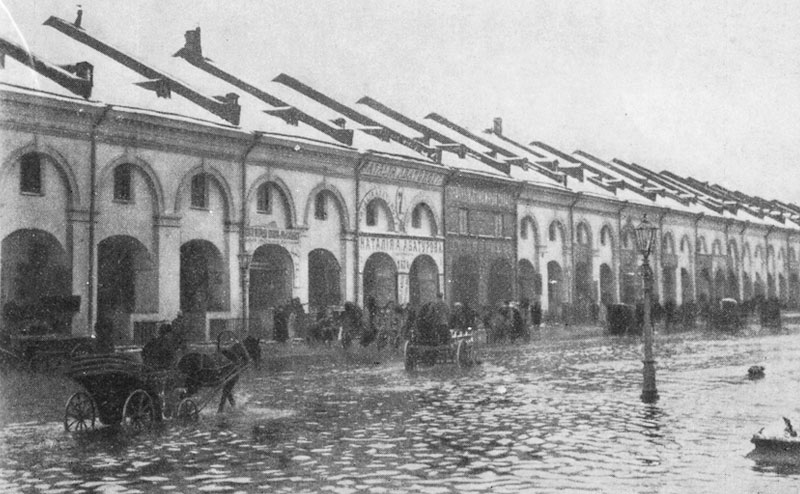
El mercado en 1903 durante las inundaciones.

El Mercado Nikolsky (en idioma ruso Никольский рынок,Nikolsky riànok, o Никольские ряды,Nikólskie riads) es un edificio comercial situado en el número 62 de la calle Sadóvaia en San Petersburgo (Rusia).
Construido en 1789, un poco más tarde que el Gostiny Dvor de la avenida Nevski, la remodelación de este edificio ha provocado alguna controversia.

## Situación actual
En septiembre de 2006, una empresa de construcción dijo que el Mercado Nikolsky requería una remodelación completa que duraría entre 30 y 36 meses. Esto se debía a que el edificio necesitaba la sustitución completa de sus instalaciones, tanto de electricidad como de calefacción y agua. Las obras propuestas implicaban conservar la fachada histórica y sus dimensiones originarias.
Sin embargo, dos años más tarde los propietarios del edificio se dieron cuenta de que un 70% del edificio podría ser clasificado en estado de ruina. Se propuso un proyecto que, de hecho, implicaba demoler aproximadamente un 50% del edificio, aunque todavía conservaría la fachada y el porche. El proyecto recuperaría aquella parte del edificio que estaba actualmente desocupada y crearía un complejo hotelero, un mercado y un aparcamiento subterráneo de dos pisos. En mayo de 2008 la Comisión Estatal para los Monumentos Históricos y Culturales se mostró en desacuerdo con la evaluación del estado del edificio. Sin embargo anunciaron la fecha de la reconstrucción (2010) y el coste de la obra (unos 200 millones de dólares).

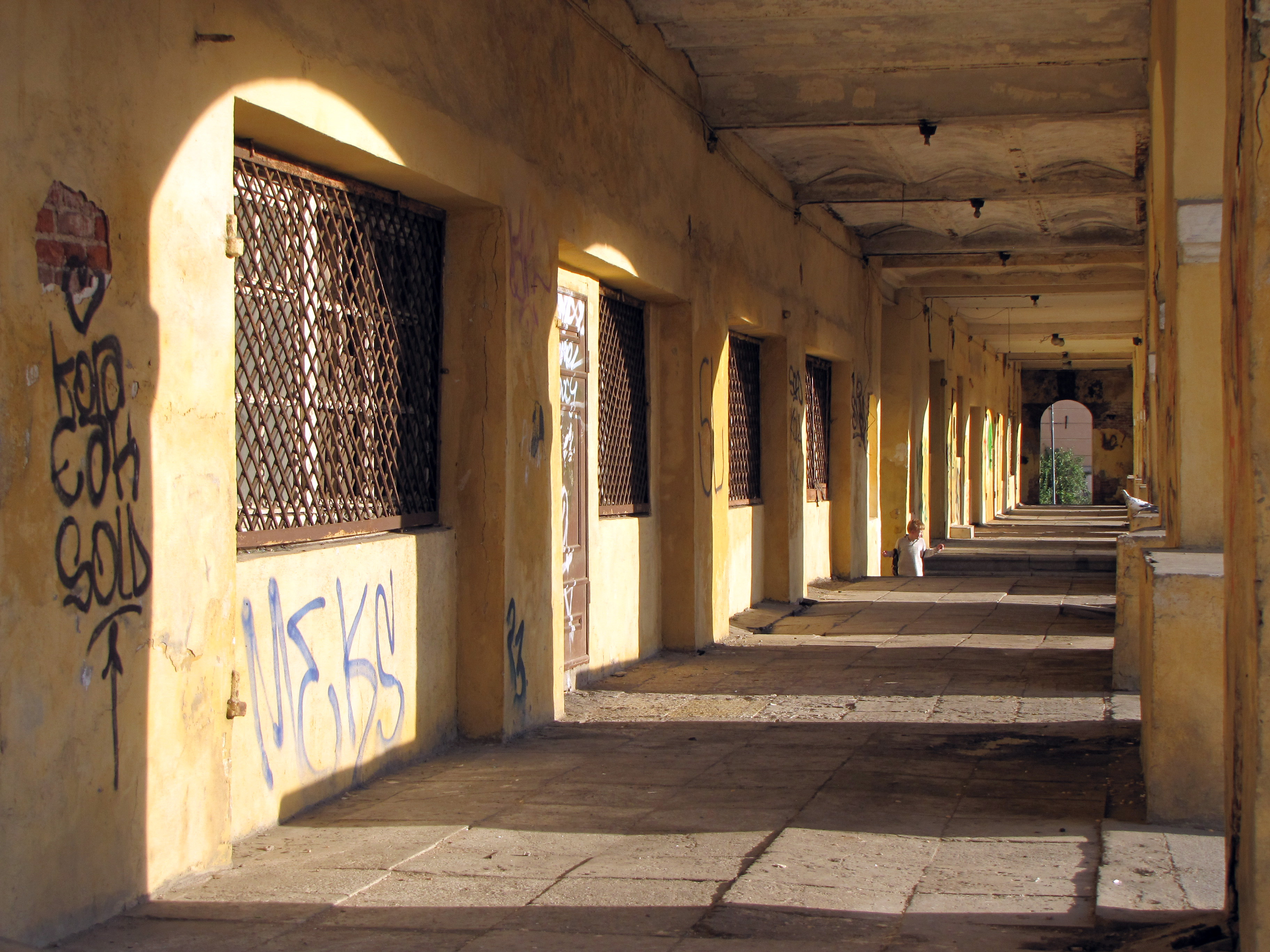
Estado actual del monumento.

La Comisión, representada por su directora, Vera Dementieva, ofreció una subvención al grupo de inversores, controlado por Andrei Iakunin (hijo de Vladimir Iakunin, jefe de la compañía de Ferrocarriles Rusos), que argumentaban que se necesitaba una ayuda financiera para la restauración completa del edificio.
El 19 de noviembre de 2010, el Mercado Nikolsky fue vendido en subasta a la organización que dirige los trabajos de restauración. El 30 de noviembre del edificio se incluyó en la lista federal de sitios protegidos. Sin embargo, el proyecto actual incluye la renovación del actual aparcamiento subterráneo y la construcción de una cúpula de cristal y de varias edificaciones interiores. Los expertos dudan de que un proyecto como este sea compatible con la conservación del monumento.